# Igor Timo
Igor Timo (Virgem da Lapa, 10 de abril de 1982) é um empresário e político brasileiro. Atualmente é deputado federal filiado ao Partido Social Democrático (PSD). 
Nas eleições de 2018, foi candidato a deputado federal e foi eleito com 60.509 votos.
No mandato de deputado federal, Igor Timo votou a favor da reforma da previdência, da privatização da Eletrobrás e contra a privatização dos Correios. 
Timo votou contra o aumento do fundo eleitoral para R$ 5,7 bilhões.
Timo votou a favor da PEC dos Precatórios em primeiro turno, mas depois de repercussão negativa, mudou de posição no segundo turno.  Ele votou contra a institucionalização do orçamento secreto , apesar disso, foi revelado que ele destinou ao menos R$ 4 milhões por via das emendas do relator 
Apesar de ter exercido a posição de líder da bancada do Podemos na Câmara, Timo citou Bolsonaro de forma elogiosa e ignora a candidatura à presidência de seu colega de partido Sérgio Moro. Ele tinha alinhamento de 84% com as pautas do governo Bolsonaro, enquanto a média de seu partido eram de 78%.
Em 2022, Timo foi reeleito deputado federal, pelo PODE. Todavia, em 2024, se filiou ao PSD.